# Allantodia baishanzuensis
Allantodia baishanzuensis là một loài thực vật có mạch trong họ Woodsiaceae. Loài này được Ching & P.X. Chiu miêu tả khoa học đầu tiên năm 1998.